# Cinkassé
Ne doit pas être confondu avec Cinkansé.
Cinkassé est une petite ville du Togo. Elle est le chef-lieu de la commune de Cinkassé 1 et de la préfecture de Cinkassé.

## Géographie
Cinkassé est située à environ 38 km de Dapaong, dans la région des Savanes et à 657 km de Lomé, la capitale du pays. Elle se trouve à la frontière burkinabè et est traversée par la route nationale 1 qui devient route nationale 16 à Cinkansé au Burkina Faso.
La ville bénéficie de deux saisons dans l'année : 
La saison pluvieuse débute à partir du mois d'avril et prend fin en octobre. C'est au mois d'août qu'on enregistre le plus de pluie et c'est le mois le plus froid de la ville avec des températures faibles pouvant atteindre les 16 °C.
La saison sèche qui débute en novembre et prend fin en mars. Durant cette saison, un vent sec et froid qui souffle la ville (L'Harmattan).

## Histoire
La ville de Cinkassé est située à 38 km de la ville de Dapaong. Cinkassé est un carrefour commercial près de la frontière Togo - Burkina. Avant l'instauration des frontières, Cinkassé accueillait des activités financières entre les peuples venant du pays des Haoussa et des peuls.
La ville a gardé les empreintes de ses échanges commerciaux et malgré l'installation des frontières après les indépendances, les habitants ont continué ce commerce qui est devenu illégal. De nos jours, les fraudeurs se font rares, les commerçants se sont sédentarisés dans les boutiques et payent avec dignité leurs impôts et taxes aux autorités, même si toutes les activités ne sont pas encore formalisés. Les clients Burkinabé et Ghanéens (les plus gros acheteurs) viennent faire leur achat dans les différentes boutiques implantées dans cette ville.

## Économie
La situation géographique de la ville est très avantageuse et permet de connecter avec trois pays différents qui sont : le Togo, le Burkina Faso et le Ghana.
L'économie de la ville est basée sur le commerce, le marché qui est situé au milieu de la ville et animé deux fois dans la semaine (jeudi et vendredi). La majeure partie des habitants exercent le commerce transfrontalier et la ville compte des grands commerçants de renommée régionale.
À cause de son boom économique, la ville est très réputée en matière du commerce et recommandée pour ses produits haut de gamme et moins chers.
La majeure partie des clients sont d'origines Burkinabè et Ghanéennes.
Par ailleurs, la ville a d'autres revenus aussi rentables qui sont : l'artisanat, l'agriculture et l'élevage.

## Services publics

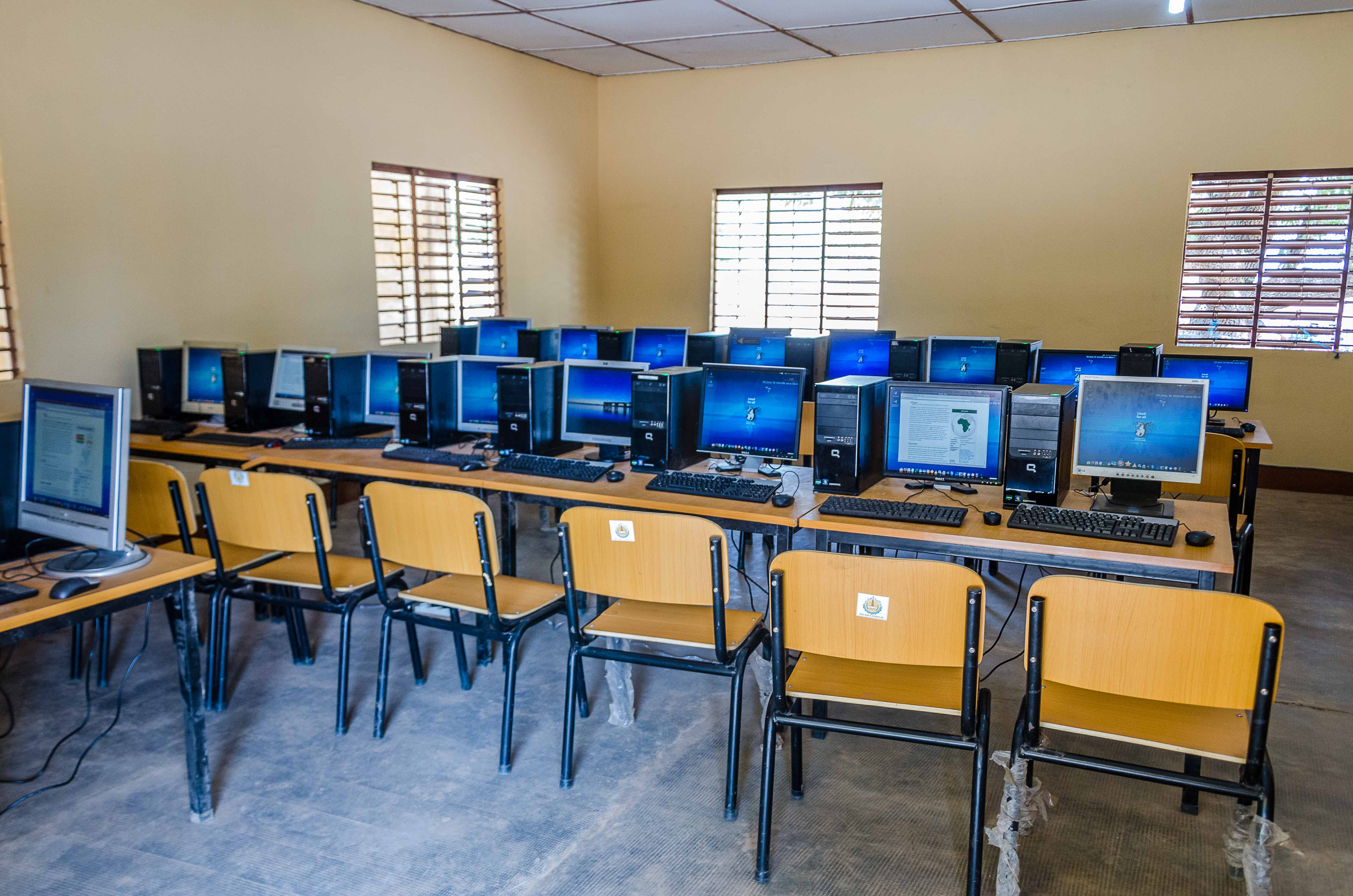
Salle informatique du lycée composée de 20 ordinateurs reconditionnés sous Emmabuntüs.

- Les écoles (maternelles, primaires, collèges, lycées). Le lycée disposant depuis octobre 2017, d'une salle de formation à l'informatique, équipée de 20 ordinateurs reconditionnés fonctionnant sous Emmabuntüs 3 fournis par l'A.S.I. YovoTogo[2]
- La préfecture
- La mairie
- Les services publics (la police, la gendarmerie, CEET, la douane, service des impôts)
- Hôpital public
- Centre des jeunes